# 陸運局
陸運局（りくうんきょく）は、かつて存在した運輸省の地方支分部局である「地方陸運局」、その下部組織（出先機関）である「陸運支局」、「陸運事務所」の総称。いずれも陸運行政全般を担当していた部署である。

## 概要
地方陸運局は現在の国土交通省地方運輸局の陸運部門、陸運支局は地方運輸局の下部組織である「運輸支局」の陸事部門、陸運事務所は運輸支局の出先機関である「自動車検査登録事務所」に相当する組織であり、現在でも一般においては「陸運局」の呼称が通称として用いられることがある。

## 沿革
- 1947年（昭和22年）3月 - 地方鉄道局に自動車事務所を設置。
- 1948年（昭和23年）1月 - 自動車事務所を廃止し、運輸省直轄の地方機関として全国9か所に特定道路運送監理事務所、各都道府県に道路運送監理事務所を設置。
- 1949年（昭和24年）6月 - 運輸省からの国鉄分離により特定道路運送監理事務所を廃止し、運輸行政を一元的に担う地方陸運局を設置。
- 1949年（昭和24年）8月 - 地方陸運局の下部組織である道路運送監理事務所を廃止し、陸運局分室を設置。
- 1949年（昭和24年）11月 - 地方事務官制度施行により陸運局分室を廃止し、各都道府県に陸運事務所を設置。
- 1984年（昭和59年）7月 - 地方陸運局と地方海運局を統合し地方運輸局を設置。
- 1985年（昭和60年）4月 - 地方事務官制度廃止により陸運事務所を運輸省の地方支分部局とし、陸運支局を設置。陸運事務所の支所・出張所等は自動車検査登録事務所となる。
- 2001年（平成13年）1月 - 中央省庁再編により運輸省、建設省、国土庁及び北海道開発庁が再編統合され国土交通省が発足。
- 2002年（平成14年）7月 - 地方運輸局の下部組織である陸運支局と海運支局を統合し運輸支局を設置。